# Galatasaray Spor Kulübü Basketbol 2011-2012
Questa voce raccoglie le informazioni riguardanti il Galatasaray Spor Kulübü Basketbol nelle competizioni ufficiali della stagione 2011-2012.

## Stagione
La stagione 2011-2012 del Galatasaray Spor Kulübü Basketbol è la 46ª nel massimo campionato turco di pallacanestro, la Türkiye 1. Basketbol Ligi.

## Roster
Aggiornato al 30 dicembre 2022.
| Galatasaray Medical Park 2011-12 | Galatasaray Medical Park 2011-12 |
| Giocatori                        | Staff tecnico                    |
| -------------------------------- | -------------------------------- |

| N. | Naz.                                    | Ruolo | Nome               | Anno | Alt.   | Peso   |  |
| -- | --------------------------------------- | ----- | ------------------ | ---- | ------ | ------ |  |
| 4  | Stati Uniti (bandiera)                  | G     | Josh Shipp         | 1986 | 196 cm | 97 kg  |  |
| 5  | Slovenia (bandiera)                     | P     | Jaka Lakovič       | 1978 | 186 cm | 84 kg  |  |
| 7  | Turchia (bandiera)                      | G     | Göksenin Köksal    | 1991 | 196 cm | 86 kg  |  |
| 8  | Turchia (bandiera)                      | AP    | Caner Topaloğlu    | 1985 | 198 cm | 92 kg  |  |
| 9  | Stati Uniti (bandiera)                  | AP    | Preston Shumpert   | 1979 | 198 cm | 95 kg  |  |
| 11 | Turchia (bandiera)                      | P     | Tutku Açık         | 1980 | 194 cm | 85 kg  |  |
| 12 | Croazia (bandiera)                      | C     | Lukša Andrić       | 1985 | 208 cm | 115 kg |  |
| 13 | Georgia (bandiera) · Turchia (bandiera) | C     | Zaza Pachulia      | 1984 | 211 cm | 122 kg |  |
| 14 | Turchia (bandiera)                      | A     | Haluk Yıldırım (C) | 1972 | 201 cm | 95 kg  |  |
| 16 | Turchia (bandiera)                      | G     | Evren Büker        | 1985 | 194 cm | 91 kg  |  |
| 17 | Turchia (bandiera)                      | C     | Sertaç Şanlı       | 1991 | 212 cm | 110 kg |  |
| 19 | Turchia (bandiera)                      | AC    | Furkan Aldemir     | 1991 | 207 cm | 105 kg |  |
| 22 | Stati Uniti (bandiera)                  | G     | Jamon Gordon       | 1984 | 191 cm | 95 kg  |  |
| 25 | Lituania (bandiera)                     | AG    | Darius Songaila    | 1978 | 206 cm | 109 kg |  |
| 33 | Turchia (bandiera)                      | P     | Ender Arslan       | 1983 | 188 cm | 82 kg  |  |
| 41 | Turchia (bandiera)                      | AG    | Cevher Özer        | 1983 | 205 cm | 108 kg |  |
| 42 | Serbia (bandiera)                       | AC    | Boris Savović      | 1987 | 210 cm | 105 kg |  |
| 44 | Bosnia ed Erzegovina (bandiera)         | GA    | Nihad Đedović      | 1990 | 196 cm | 86 kg  |  |

| Allenatore                                                     |
| - Oktay Mahmuti                                                |
| Assistente/i                                                   |
| - Nessuno Legenda - (C) Capitano - (IN) Inattivo - Infortunato |

## Mercato

### Sessione estiva
| Acquisti | Acquisti        | Acquisti           | Acquisti   | Acquisti |
| R.a      | Nome            | da                 | Modalità   |          |
| -------- | --------------- | ------------------ | ---------- | -------- |
| G        | Jamon Gordon    | Olympiakos         | definitivo |          |
| P        | Jaka Lakovič    | Barcellona         | definitivo |          |
| AG       | Darius Songaila | Philadelphia 76ers | definitivo |          |
| C        | Zaza Pachulia   | Atlanta Hawks      | definitivo |          |
| AG       | Cevher Özer     | Beşiktaş           | definitivo |          |
| P        | Ender Arslan    | Anadolu Efes       | definitivo |          |
| AC       | Furkan Aldemir  | Karşıyaka          | definitivo |          |

| Cessioni | Cessioni         | Cessioni        | Cessioni       | Cessioni |
| R.       | Nome             | a               | Modalità       |          |
| -------- | ---------------- | --------------- | -------------- | -------- |
| P        | Jerry Johnson    | Astana          | fine contratto |          |
| C        | Radoslav Rančík  | Azov. Mariupol' | fine contratto |          |
| G        | Melih Mahmutoğlu | Antalya BŞB     | fine contratto |          |
| AG       | Ermal Kuqo       | Anadolu Efes    | fine contratto |          |
| C        | Sertaç Şanlı     | Tofaş Bursa     | prestito       |          |

### Dopo l'inizio della stagione
| Acquisti | Acquisti      | Acquisti       | Acquisti         | Acquisti      |
| R.       | Nome          | da             | Data             | Modalità      |
| -------- | ------------- | -------------- | ---------------- | ------------- |
| C        | Sertaç Şanlı  | Tofaş Bursa    | 29 novembre 2011 | fine prestito |
| AC       | Boris Savović | Hemofarm Vršac | 25 gennaio 2012  | definitivo    |
| GA       | Nihad Đedović | Barcellona     | 30 marzo 2012    | prestito      |

| Cessioni | Cessioni        | Cessioni      | Cessioni        | Cessioni       |
| R.       | Nome            | a             | Data            | Modalità       |
| -------- | --------------- | ------------- | --------------- | -------------- |
| C        | Zaza Pachulia   | Atlanta Hawks | 5 dicembre 2011 | fine contratto |
| AG       | Darius Songaila | Free agent    | 28 gennaio 2012 | rescissione    |